# Gruppo Acqua Marcia
L'Acqua Marcia S.p.A. è stata un'impresa italiana del settore immobiliare, portuale, aeroportuale e turistico-ricettivo, fondata e con sede principale a Roma. Dopo essere stata la più antica società immobiliare italiana, dal 2013 è stata posta in liquidazione e ammessa alle procedure concordatarie.

## Storia

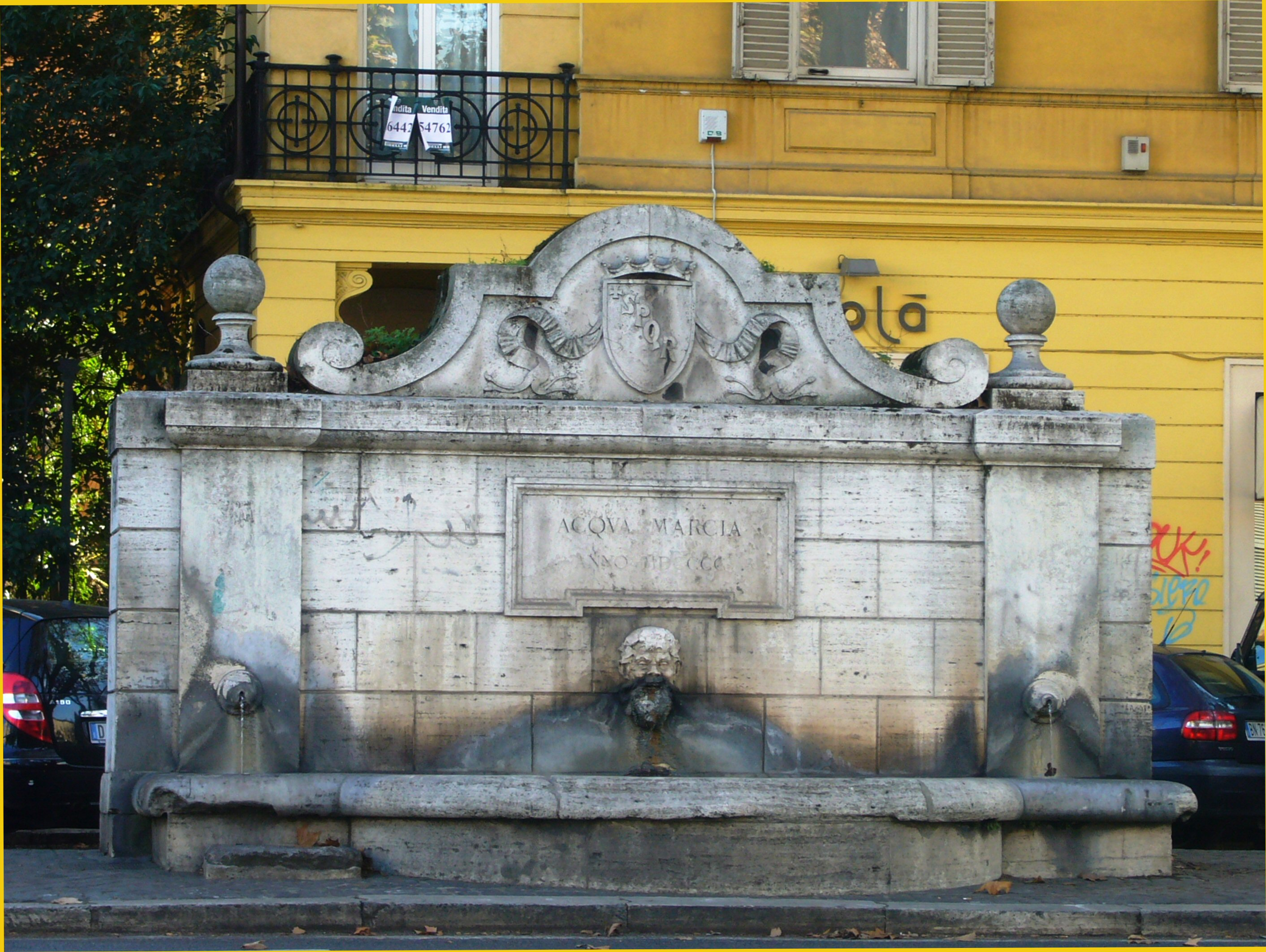
Fontanile Acqua Marcia in via Nomentana

La Società dell'Acqua Pia Antica Marcia nasce con il progetto di metà Ottocento di riportare a Roma l'antica Acqua Marcia. L'acquedotto Marciano, condotto a Roma nel 144 a.C. dal pretore Quintus Marcius Rex è reputato per qualità delle acque il miglior approvvigionamento della città, e Plinio il Vecchio la definì "clarissima aquarum omnium" e "un dono fatto all'Urbe dagli dei"; esso fu interrotto assieme agli altri condotti idrici durante l'invasione dei Goti (537-538 d.C.). Da quel momento Roma rimase per circa otto secoli priva di acque canalizzate.
Nel 1868 la “Anglo Romana Water Company”, in seguito “Società Anonima dell'Acqua Marcia” diventa la "Società dell'Acqua Pia Antica Marcia". Il nome volle essere un tributo a papa Pio IX, il cui intervento economico fu di sostanziale importanza per la realizzazione dell'opera. Il 10 settembre del 1870, dieci giorni prima della Breccia di Porta Pia, il primo zampillo dell'Acqua Pia Antica Marcia sgorgò a piazza Esedra, l'attuale Piazza della Repubblica.
Nel 1964, alla scadenza della concessione alla "Società Acqua Pia Antica Marcia", l'Acquedotto Marcio viene trasferito all' Azienda Comunale Elettricità e Acque (ACEA), divenuta dal 1945 l'unico gestore delle acque condotte a Roma. In seguito a ciò l'ambito economico della Società Acqua Pia Antica Marcia si trasforma rivolgendosi verso il settore immobiliare.
Altri cambiamenti si verificano dal 1994 sotto la presidenza dell'imprenditore Francesco Bellavista Caltagirone. La società si è articolata in diversi ambiti di intervento, collegati prevalentemente al turismo. La compagine sociale è ora divisa in subholding che seguono gli investimenti in diversi settori di mercato. Nel 1998 nasce la Acqua Marcia Turismo (AMT), impegnata nel recupero di residenze storiche e nella loro trasformazione in hotel di lusso; la AMT ne possiede sei in Sicilia.
Nel 2000 vengono create la Ali Trasporti Aerei - ATA S.p.A. e la ATA Handling S.p.A., per la gestione dei servizi commerciali di handling negli scali aeroportuali nazionali. Dal 2005 il gruppo interviene, grazie alla controllata Acquamare S.r.l., anche nel settore della nautica da diporto, progettando e realizzando approdi turistici di grandi dimensioni (Porto Turistico di Imperia, Marina di Archimede a Siracusa e Porto della Concordia a Fiumicino).
Nel marzo del 2012, l'imprenditore Francesco Bellavista Caltagirone viene accusato dalla Procura di Imperia di truffa aggravata ai danni dello Stato per la realizzazione del nuovo porto turistico, subendo, prima dell'inizio del processo, una carcerazione preventiva lunga quasi un anno. Nel novembre del 2014 arriva dal Tribunale di Torino l'assoluzione con formula piena perché il fatto non sussiste: cadono così tutte le accuse nei confronti dell'imprenditore e delle società del gruppo.
Nel settembre 2012 la società decide di procedere al deposito presso il Tribunale di Roma di un'istanza prenotativa per l'accesso alla procedura concordataria (ex art. 161 comma 6 L.F.), decisione confermata nel CdA del gennaio successivo. A distanza di anni, nel 2017 la procedura non è ancora completata.